# Гражданская война и военная интервенция в Беларуси (1918—1920)
Гражданская война и военная интервенция в Беларуси (1918—1920) — период в истории Беларуси, характеризовавшийся рядом острых конфликтов в борьбе за власть и изменением национально-государственного устройства между различными политическими, национальными и социальными группами на территории современной Беларуси, ставших следствием Февральской и Октябрьской революций 1917 года в Российской империи, её распада и выхода из Первой мировой войны, а также вспыхнувшей на её территории Гражданской войны. События завершились установлением советской власти и образованием Белорусской ССР на части территории современной Белоруссии, кроме Западной Беларуси, территория которой вошла в Польскую Республику.

## Предыстория
В результате победы Февральской революции и отмены Временным правительством 3 марта 1917 года национальных ограничений дала возможность возобновить свою деятельность Белорусской социалистической громаде (БСГ). Её политический курс отражал интересы средних слоев общества, которые были заинтересованы в проведении демократических преобразований. Конференция БСГ 25 марта выступила в поддержку Временного правительства, солидаризировалась с лозунгом «революционного оборончества», выдвинула требование автономии Белоруссии в составе Федеративной Российской Республики и высказалась за общенародную собственность на землю, передачу её для пользования в соответствии с трудовой нормой.
C июля 1917 в Белоруссии активизировались белорусские национальные силы, которые по инициативе Белорусской социалистической громады провели II съезд белорусских национальных организаций и приняли решение добиваться автономии Белоруссии в составе демократической республиканской России. На съезде была сформирована Центральная Рада, которая после октября 1917 была преобразована в Великую Белорусскую Раду.
В ноябре 1917 года в Минске состоялись съезды Советов рабочих и солдатских депутатов Западной области, III съезд крестьянских депутатов Минской и Виленской губерний и II съезд армий Западного фронта, ими был создан Исполнительный комитет Советов рабочих, солдатских и крестьянских депутатов Западной области и фронта (Облисполкомзап) и Совет народных комиссаров Западной области.
Великая Белорусская Рада не признавала власти Облискомзапа, который считала исключительно фронтовым органом.
7 (20) декабря 1917 года, начался Первый Всебелорусский съезд. Съезд декларировал то, что все властные полномочия передаются Исполнительному Комитету, после чего в нём отказались участвовать большевики и съезд был разогнан ими по решению СНК Западной области.

## Ход событий
После оккупации Минска германскими войсками Облискомзап эвакуировался в Смоленск, ставший центром Западной области, в состав которой в апреле 1918 года была передана Смоленская губерния Московской области.
21 февраля 1918 Исполком Всебелорусского съезда обратился к народу Белоруссии с Уставной грамотой, в которой объявил себя временной властью на территории Беларуси. До открытия Всебелорусского учредительного собрания функции новой власти были возложены на сформированный Исполкомом Народный Секретариат, руководителем которого стал один из лидеров Белорусской социалистической громады Иосиф Воронко.
3 марта 1918 года в Брест-Литовске был подписан мирный договор, согласно которому, в добавление к территории Западной Белоруссии, находившейся под оккупацией с 1915 года, под германский контроль была передана бо́льшая часть остальной части белорусской этнической территории. На оккупированной территории 25 марта 1918 года была провозглашена Белорусская Народная Республика. Она открыла свои дипломатические представительства в соседних странах, которые признали ее существование de facto. В их числе была и Латвия.
По условиям Версальского мирного договора Германия признавала «независимость всех территорий, входивших в состав бывшей Российской империи к 1 августа 1914 года», Германия признала независимость Польши, Финляндии, Литвы, Латвии, Эстонии, Украины, но не Белоруссии. После ухода немецких войск, Красной армией была занята бо́льшая часть территории Белоруссии, на которую также претендовала и вновь образованная Польша, что привело весной-летом 1919 года к образованию советско-польского фронта.
По указанию В. И. Ленина, 1 января 1919 года в Смоленске была провозглашена Советская Социалистическая Республика Белоруссия (ССРБ) в составе РСФСР. 8 января столица ССРБ была перенесена в Минск (занятый без боя Красной Армией ещё 10 декабря 1918 года). 31 января 1919 года республика вышла из состава РСФСР и была переименована в Белорусскую Социалистическую Советскую Республику, 3 февраля 1919 года была принята Конституция.
27 февраля 1919 года ССРБ была расформирована: Смоленская, Витебская и Могилёвская губернии были включены в состав РСФСР, а остальные территории Советской Белоруссии объединились с Литовской Советской Республикой в Литовско-Белорусскую Советскую Социалистическую Республику (Литбел). В марте 1919 года войска Литовской Тарибы, поддержанные немецкими оккупационными гарнизонами, начали военные действия в Литве. В результате польского наступления весной-летом 1919 года Литбел был оккупирован польскими войсками и фактически прекратил своё существование 19 июля 1919 года.
После занятия Красной Армией значительной части территории Белоруссии 31 июля 1920 года, в Минске была вновь провозглашена Белорусская Социалистическая Советская Республика, переименованная после создания СССР в 1922 году в Белорусскую Советскую Социалистическую Республику (БССР). По условиям Рижского договора, заключавшегося без участия БССР, Западная Белоруссия отошла к Польше. Действия партизанских отрядов в Западной Белоруссии продолжались до 1925 года.

## В кинематографе
- На чёрных лядах (1995)